# Nuoto ai campionati mondiali di nuoto 2017 - 200 metri misti maschili
La gara di nuoto dei 200 metri misti maschili dei campionati mondiali di nuoto 2017 è stata disputata il 26 luglio e il 27 luglio presso la Duna Aréna di Budapest. Vi hanno preso parte 44 atleti provenienti da 40 nazioni.
La competizione è stata vinta dal nuotatore statunitense Chase Kalisz, mentre l'argento e il bronzo sono andati rispettivamente al giapponese Kōsuke Hagino e al cinese Wang Shun.

## Medaglie
| Posizione | Atleta        | Nazionalità |
| --------- | ------------- | ----------- |
| Oro       | Chase Kalisz  | Stati Uniti |
| Argento   | Kōsuke Hagino | Giappone    |
| Bronzo    | Wang Shun     | Cina        |

## Programma
| Data           | Ora (UTC+2) | Turno      |
| -------------- | ----------- | ---------- |
| 26 luglio 2017 | 10:34       | Batterie   |
| 26 luglio 2017 | 18:45       | Semifinali |
| 27 luglio 2017 | 17:32       | Finale     |

## Record
Prima della manifestazione il record del mondo e il record dei campionati erano i seguenti.
| Record mondiale       | 1'54"00 | Ryan Lochte Stati Uniti | 28 luglio 2011 Shanghai, Cina |
| Record dei campionati | 1'54"00 | Ryan Lochte Stati Uniti | 28 luglio 2011 Shanghai, Cina |

Nel corso della competizione non sono stati migliorati.

## Risultati

### Batterie
| Posizione | Batteria | Corsia | Atleta                               | Nazionalità             | Tempo   | Note  |
| --------- | -------- | ------ | ------------------------------------ | ----------------------- | ------- | ----- |
| 1         | 5        | 4      | Kōsuke Hagino                        | Giappone                | 1'56"46 | Q     |
| 2         | 5        | 5      | Chase Kalisz                         | Stati Uniti             | 1'56"48 | Q     |
| 3         | 3        | 3      | Max Litchfield                       | Gran Bretagna           | 1'56"64 | Q, RN |
| 4         | 5        | 3      | Daiya Seto                           | Giappone                | 1'57"55 | Q     |
| 5         | 3        | 5      | Jérémy Desplanches                   | Svizzera                | 1'57"59 | Q     |
| 6         | 5        | 2      | Clyde Lewis                          | Australia               | 1'58"06 | Q     |
| 7         | 4        | 4      | Philip Heintz                        | Germania                | 1'58"99 | Q     |
| 8         | 4        | 3      | Qin Haiyang                          | Cina                    | 1'59"01 | Q, MJ |
| 9         | 5        | 6      | Andreas Vazaios                      | Grecia                  | 1'59"29 | Q     |
| 10        | 2        | 4      | Yakov Yan Toumarkin Zhuravlev        | Israele                 | 1'59"49 | Q     |
| 11        | 3        | 4      | Wang Shun                            | Cina                    | 1'59"56 | Q     |
| 12        | 4        | 5      | Abrahm David DeVine                  | Stati Uniti             | 1'59"65 | Q     |
| 13        | 4        | 6      | Mark Szaranek                        | Gran Bretagna           | 1'59"68 | Q     |
| 14        | 3        | 6      | Alexis Santos                        | Portogallo              | 1'59"69 | Q     |
| 15        | 3        | 2      | Bradlee Ashby                        | Nuova Zelanda           | 2'00"20 | Q     |
| 16        | 5        | 7      | Federico Turrini                     | Italia                  | 2'00"23 | Q     |
| 17        | 4        | 9      | Mohamed Khaled Mohamed Hussein       | Egitto                  | 2'00"68 |       |
| 18        | 4        | 7      | Kirill Prigoda                       | Russia                  | 2'00"81 |       |
| 19        | 4        | 2      | Thiago Simon                         | Brasile                 | 2'01"01 |       |
| 20        | 5        | 9      | Tomas Peribonio Avila                | Ecuador                 | 2'01"21 |       |
| 21        | 3        | 1      | Daniel Skaaning                      | Danimarca               | 2'01"34 |       |
| 22        | 4        | 1      | Dániel Sós                           | Ungheria                | 2'01"54 |       |
| 23        | 5        | 1      | Raphaël Stacchiotti                  | Lussemburgo             | 2'01"60 |       |
| 24        | 2        | 3      | Richard Nagy                         | Slovacchia              | 2'01"78 |       |
| 25        | 2        | 5      | Dawid Szwedzki                       | Polonia                 | 2'01"96 |       |
| 26        | 3        | 7      | Hugo González                        | Spagna                  | 2'02"78 |       |
| 27        | 2        | 7      | Christoph Meier                      | Liechtenstein           | 2'03"15 |       |
| 28        | 2        | 6      | Andrius Šidlauskas                   | Lituania                | 2'03"25 |       |
| 29        | 2        | 2      | Stefan Šorak                         | Serbia                  | 2'03"45 |       |
| 30        | 3        | 0      | Uvis Kalniņš                         | Lettonia                | 2'03"66 |       |
| 31        | 4        | 8      | Pavel Janeček                        | Rep. Ceca               | 2'03"87 |       |
| 32        | 5        | 8      | Ayrton Sweeney                       | Sudafrica               | 2'04"18 |       |
| 33        | 2        | 1      | Thomas Tsiopanis                     | Cipro                   | 2'05"19 |       |
| 34        | 5        | 0      | Triady Fauzi Sidiq                   | Indonesia               | 2'05"34 |       |
| 35        | 3        | 9      | Wen Ren-hau                          | Taipei cinese           | 2'05"85 |       |
| 36        | 4        | 0      | José Martínez                        | Messico                 | 2'06"00 |       |
| 37        | 3        | 8      | Carlos Omaña Soto                    | Venezuela               | 2'06"29 |       |
| 38        | 1        | 4      | Brandon Schuster                     | Samoa                   | 2'07"64 |       |
| 39        | 2        | 0      | Jessie Khing Lacuna                  | Filippine               | 2'08"31 |       |
| 40        | 2        | 8      | Luis Emigdio Vega Torres             | Cuba                    | 2'08"91 |       |
| 41        | 2        | 9      | Adriel Sanes                         | Isole Vergini Americane | 2'09"20 |       |
| 42        | 1        | 5      | Noel Keane                           | Palau                   | 2'18"66 |       |
| 43        | 1        | 3      | Abdul Rahman Yahya Mahfoo Al-Kulaibi | Oman                    | 2'19"06 |       |
| 44        | 1        | 6      | Lalanomena Andrianirina              | Madagascar              | 2'23"97 |       |

### Semifinali
| Posizione | Semifinale | Corsia | Atleta                        | Nazionalità   | Tempo   | Note  |
| --------- | ---------- | ------ | ----------------------------- | ------------- | ------- | ----- |
| 1         | 1          | 4      | Chase Kalisz                  | Stati Uniti   | 1'55"88 | Q     |
| 2         | 2          | 4      | Kōsuke Hagino                 | Giappone      | 1'56"04 | Q     |
| 3         | 2          | 5      | Max Litchfield                | Gran Bretagna | 1'56"70 | Q     |
| 4         | 2          | 3      | Jérémy Desplanches            | Svizzera      | 1'56"86 | Q, RN |
| 5         | 1          | 5      | Daiya Seto                    | Giappone      | 1'56"92 | Q     |
| 6         | 2          | 6      | Philip Heintz                 | Germania      | 1'57"27 | Q     |
| 7         | 2          | 7      | Wang Shun                     | Cina          | 1'57"39 | Q     |
| 8         | 1          | 6      | Qin Haiyang                   | Cina          | 1'57"81 | Q, MJ |
| 9         | 2          | 2      | Andreas Vazaios               | Grecia        | 1'57"98 |       |
| 10        | 1          | 7      | Abrahm David DeVine           | Stati Uniti   | 1'58"01 |       |
| 11        | 2          | 1      | Mark Szaranek                 | Gran Bretagna | 1'58"80 |       |
| 12        | 1          | 1      | Alexis Santos                 | Portogallo    | 1'59"22 |       |
| 13        | 2          | 8      | Bradlee Ashby                 | Nuova Zelanda | 1'59"24 |       |
| 14        | 1          | 8      | Federico Turrini              | Italia        | 1'59"56 |       |
| 15        | 1          | 3      | Clyde Lewis                   | Australia     | 1'59"80 |       |
| 16        | 1          | 2      | Yakov Yan Toumarkin Zhuravlev | Israele       | 1'59"98 |       |

### Finale
| Posizione | Corsia | Atleta             | Nazionalità   | Tempo   | Note |
| --------- | ------ | ------------------ | ------------- | ------- | ---- |
|           | 4      | Chase Kalisz       | Stati Uniti   | 1'55"56 |      |
|           | 5      | Kōsuke Hagino      | Giappone      | 1'56"01 |      |
|           | 1      | Wang Shun          | Cina          | 1'56"28 |      |
| 4         | 3      | Max Litchfield     | Gran Bretagna | 1'56"86 |      |
| 5         | 2      | Daiya Seto         | Giappone      | 1'56"97 |      |
| 6         | 8      | Qin Haiyang        | Cina          | 1'57"06 | MJ   |
| 7         | 7      | Philip Heintz      | Germania      | 1'57"43 |      |
| 8         | 6      | Jérémy Desplanches | Svizzera      | 1'57"50 |      |